# Rubus solvensis
Rubus solvensis är en rosväxtart som beskrevs av W. Maurer. Rubus solvensis ingår i släktet rubusar, och familjen rosväxter. Inga underarter finns listade i Catalogue of Life.